# 正鱷鯒
正鱷鯒，又稱鰐形牛尾魚、鰐鯒為輻鰭魚綱鮋形目牛尾魚科的其中一種。

## 分布
本魚分布於南日本、印度洋、西太平洋、紅海、東非、索羅門群島、澳洲等海域。

## 深度
水深5至100公尺。

## 特徵
本魚鰓蓋主骨邊無皮瓣；眼前骨中部有1銳棘。背鰭、臀鰭均有鰭條11枚，背鰭硬棘部具寬暗緣，軟條部具暗色小點。體延長，平扁，向後漸細尖，縱剖面略呈圓柱狀。體呈暗紫灰色，有4、5條寬橫帶，頭頂、背部體側有若干小黑點散布。第一背鰭邊緣黑色，第二背鰭有2至3列黑點，尾鰭顏色多變，通常具有多條暗色斑紋或成列的斑點。臀鰭鰭膜暗色；胸鰭下半部暗色，並散有黑色小點。體長可達50公分。

## 生態
屬底棲魚類，喜砂泥質海底，以小魚、甲殼類為食。

## 經濟利用
食用魚，肉質美味，以油煎、清蒸為宜。